# Sernftal

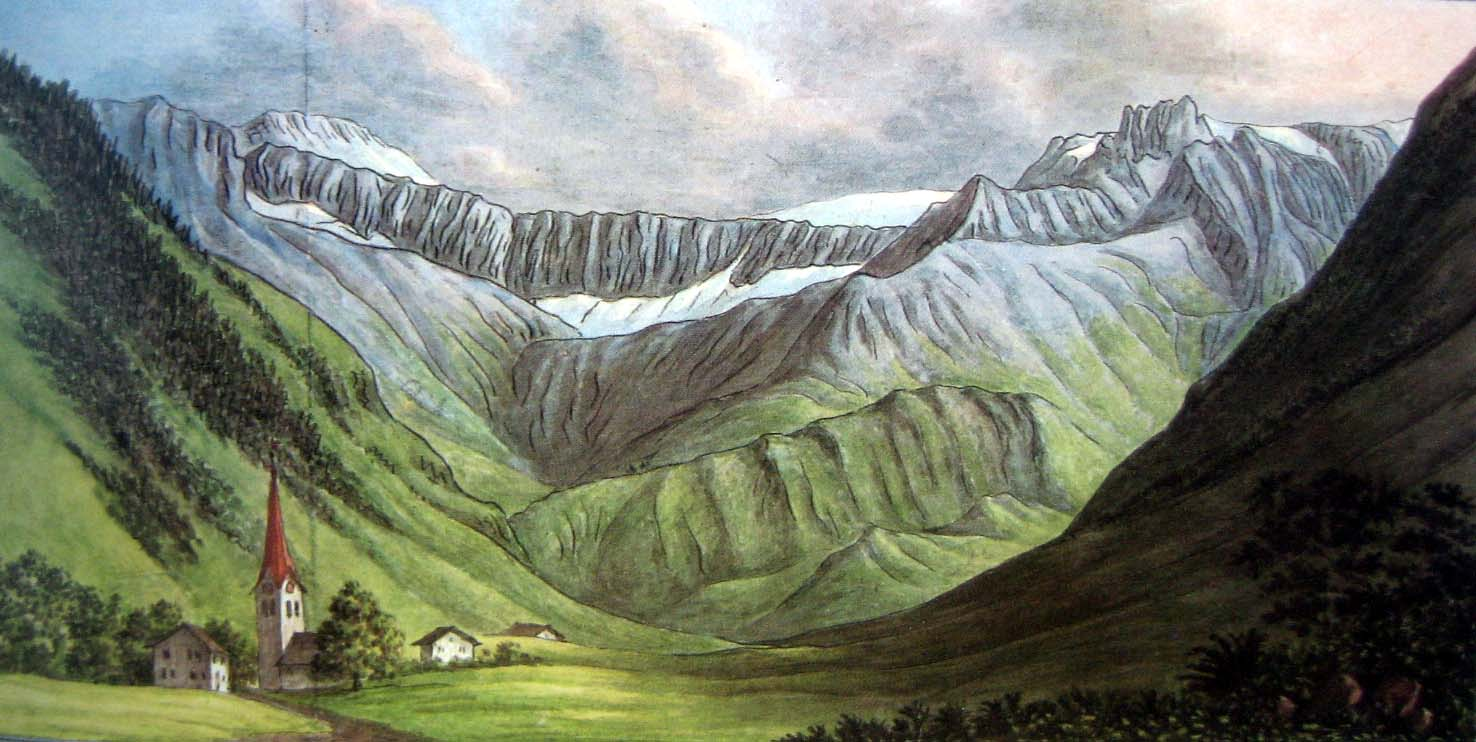
Matt im Sernftal 13. Juli 1811, Aquarell von Hans Conrad Escher von der Linth

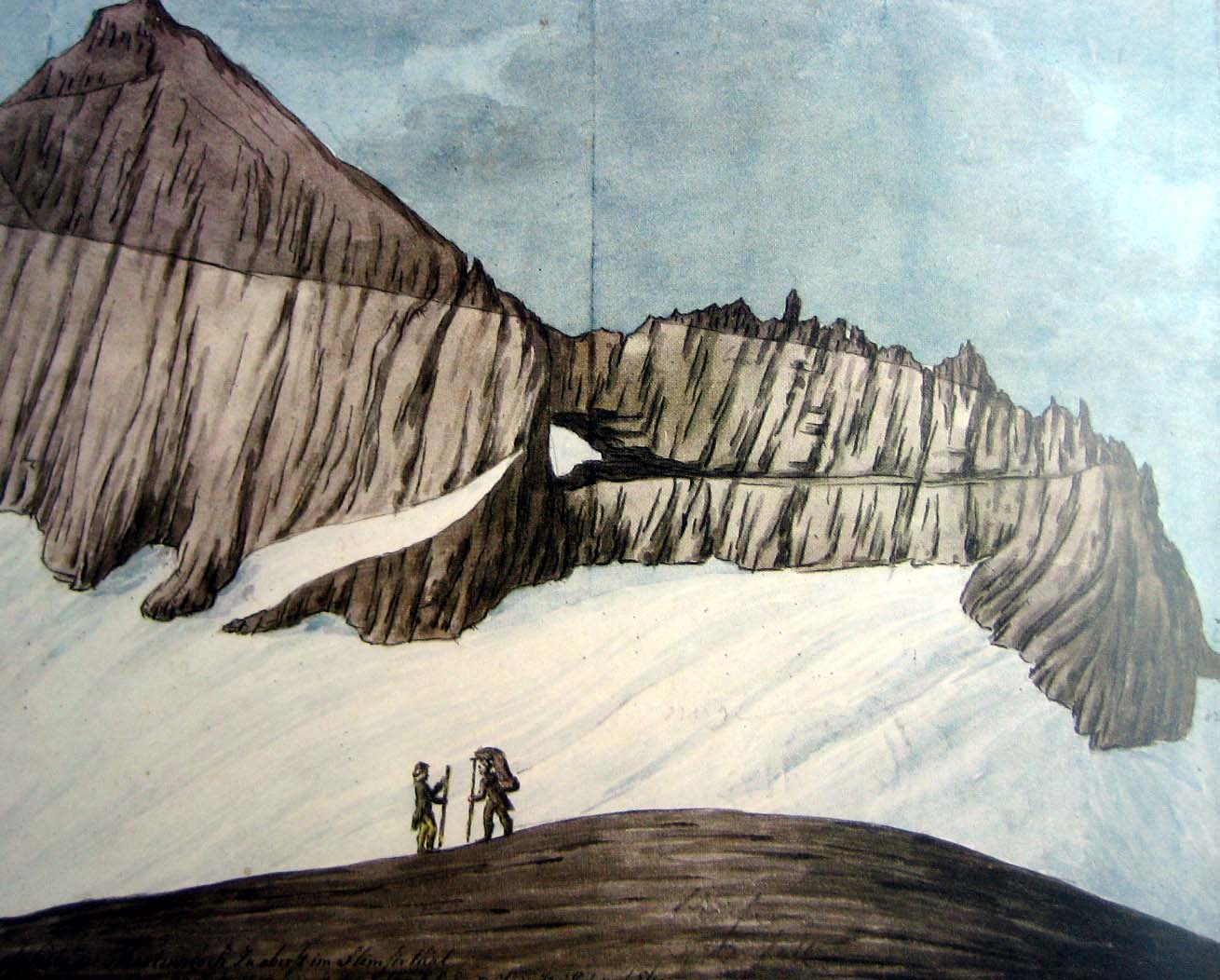
Glarner Hauptüberschiebung und Martinsloch, Aquarell von Hans Conrad Escher von der Linth

Das Sernftal oder Kleintal ist ein Bergtal im Schweizer Kanton Glarus. Benannt ist es nach dem Sernf, einem 18 km langen rechtsseitigen Nebenfluss der Linth, der bei Schwanden in diese mündet. Das Sernftal gehört zur Einheitsgemeinde Glarus Süd. Dort liegen die Dörfer Elm, Matt und Engi. 

## Geologie
Am Eingang ins Sernftal liegt die Glarner Hauptüberschiebung, eine der markantesten geologischen Stellen der Alpen: In der Lochsite überlagern ältere Gesteinsschichten jüngere, was zur Erkenntnis der Überschiebung von Gebirgsdecken führte. Im American Museum of Natural History in New York wird eine naturgetreue Kopie gezeigt. Im Juli 2008 wurde die Glarner Hauptüberschiebung in die Liste des UNESCO-Welterbes aufgenommen.

## Name
Das Sernftal wurde erstmals 1240 in einer Gerichtsurkunde als Serniftal erwähnt. Unter demselben Namen erschien es Mitte des 14. Jahrhunderts im Säckinger Urbar. Spätere Bezeichnungen waren Sernef, Sernft und Sernfft. Der Name stammt entweder vom indogermanischen ser für strömen oder ser für rot, was sich auf die roten Steine im Wasser (Sernifit bzw. Verrucano) beziehen würde.

## Verkehr
Durch das gesamte Sernftal führt eine Hauptstrasse. Zwischen 1905 und 1969 verkehrte zwischen Schwanden und Elm die Sernftalbahn. Heute ist der Autobetrieb Sernftal der Träger des öffentlichen Verkehrs.

## Hochspannungsleitung
Dem Sernftal entlang führt die Vorableitung genannte 380-kV-Leitung mit zwei Drehstromsystemen der NOK, die über dem Vorabgletscher die höchstgelegene Leitung Europas ergibt. Sie wurde in den 1950er- und 1960er-Jahren erbaut.

## Sehenswürdigkeiten
Über dem Sernftal erstreckt sich die Tektonikarena Sardona, welche seit dem Jahr 2008 zum Weltkulturerbe der UNESCO gehört und vor allem für das sehr bekannte Martinsloch wohl vielen bekannt sein dürfte.